# Mindanaorupsvogel
De mindanaorupsvogel (Coracina kochii) is een zangvogel uit de familie Campephagidae (rupsvogels). Deze vogel is genoemd naar de Duitse zoöloog Gotlieb von Koch (1849-1914).

## Taxonomie
Eerder werd deze vogel beschouwd als een ondersoort van de gebandeerde rupsvogel (C. striata), maar op grond van verschillen in uiterlijk en geluid is aan deze vogel soortstatus toegekend.

## Verspreiding en leefgebied
Deze vogel komt voor in de Filipijnen en telt twee ondersoorten:
- C. k. boholensis: oostelijke Visayas.
- C. k. kochii: Mindanao.